# Elliptisk kurve
 Ikke at forveksle med Ellipse.
I matematik er en elliptisk kurve en plan algebraisk kurve defineret ved ligningen:
{\displaystyle y^{2}=x^{3}+ax+b}
En elliptisk kurve er en glat, projektiv, algebraisk kurve af genus 1, hvor der er et defineret punkt O. En elliptisk kurve er i virkeligheden en abeliansk sort - det vil sige, at den har en multiplikation defineret algebraisk. Punktet O fungerer som identitetselementet for kurven. 
Hvis vi har en funktion y^2= P(x), hvor P er et hvilken som helst tredje grads polynomium i x uden gentagne rødder, har vi en plan kurve af genus 1, som således er en elliptisk kurve. Hvis P er i fjerde grad og er kvadratisk-fri beskriver denne ligning igen en plan kurve af genus 1; i midlertidigt, har den ingen naturlige valg af dens identitets element. 
Mere generelt sagt, enhver algebraisk kurve af genus 1, kaldes en elliptisk kurve, forudsat at det har mindst et rationelt punkt, som fungerer som identiteten.
Elliptiske kurver er især vigtige i talteori, og udgør et vigtigt område af den aktuelle forskning; det blev fx brugt i Andrew Wiles’ bevis af Fermats sidste sætning. De finder også anvendelser i elliptisk kurve kryptografi (ECC) og primtalsopløsning.

Elliptiske kurver baseret på reelle tal
På trods af den formelle definition på en elliptisk kurve kræver ret teknisk matematik og en del algebraisk geometri, er det muligt at beskrive nogle elliptiske kurvers funktioner med reelle tal.
I denne forbindelse er en elliptisk plan kurve defineret ved ligningen: 
{\displaystyle y^{2}=x^{3}+ax+b}
hvor a og b er reelle tal. Denne type ligning kaldes en Weierstrass ligning.
Ved Weierstrass' normalform beskrives en elliptisk kurve ved en ligning, der har formen:
{\displaystyle y^{2}=4x^{3}+px+q}
Definitionen af en elliptisk kurve kræver også, at kurven ikke må være non-singulær. Geometrisk betyder dette, at grafen ikke har spidser, selv-kryds, eller isolerede punkter. Algebraisk indebærer dette en beregning af en diskriminant.
Kurven er kun non-singulær, hvis diskriminanten ikke er lig med nul.